# Cihaurkuning (Malangbong)
Cihaurkuning is een bestuurslaag in het regentschap Garut van de provincie West-Java, Indonesië. Cihaurkuning telt 6518 inwoners (volkstelling 2010).